# Holmmyrtjärnen
Holmmyrtjärnen är en sjö i Skellefteå kommun i Västerbotten och ingår i Kålabodaåns huvudavrinningsområde.